# Janet Rock
Der Janet Rock (französisch Rocher Janet) ist ein kleiner Klippenfelsen vor der Küste des ostantarktischen Adélielands. Er liegt vor Eiskliffs 12 km westnordwestlich der Mündung des Liotard-Gletschers in die D’Urville-See.
Erste Luftaufnahmen entstanden bei der US-amerikanischen Operation Highjump. Teilnehmer einer von 1952 bis 1953 durchgeführten französischen Antarktisexpedition benannten ihn nach dem französischen Philosophen Paul Janet (1823–1899). Das Advisory Committee on Antarctic Names übertrug die französische Benennung 1955 ins Englische.